# Kolbotn Fotball (női csapat)
A Kolbotn Idrettslag női labdarúgó szakosztályát 1985-ben hozták létre Kolbotn városában. A norvég Toppserien tagja.

## Klubtörténet
A település sportklubja 1960-ban bővítette sportágai számát és labdarúgó szekciót hozott létre, mely egészen 1985-ig férfi szakosztályként létezett. Ekkor építették ki a női szakágat, amely 1991-ig alsóbb ligákban, meghívásos rendezvényeken szerepelt. A másodosztály küzdelmeiben első alkalommal ebben az évben vettek részt és 1994-ben feljutottak az első osztályba, ahol azóta is az ország egyik legeredményesebb csapataként vesznek részt.

## Eredmények
- Norvég bajnok (3): 2002, 2005, 2006
- Norvég kupadöntős (1): 2007
- Norvég másodosztályú bajnok (1): 1994

## Játékoskeret
2020. április 26-tól
| #  |     | Poszt | Név                       |
| -- | --- | ----- | ------------------------- |
| 1  | NOR | K     | Siri Ervik                |
| 12 | NOR | K     | Marianne Sandnes          |
| 25 | NOR | K     | Hildegunn Sævik           |
| 2  | AUS | V     | Nikola Orgill             |
| 3  | NOR | V     | Maja Staubo Nordahl       |
| 5  | NOR | V     | Anja Helen Rasmussen      |
| 13 | NOR | V     | Sara Lindbak Hørte        |
| 17 | NOR | V     | My Haugland Sørsdahl      |
| 18 | NOR | V     | Marit Bratberg Lund       |
| 21 | NOR | V     | Hedda Øvestad             |
| 22 | NOR | V     | Ingrid Rokke Elvebakken   |
| 28 | NOR | V     | Selma Pettersen           |
| 6  | NOR | KP    | Noor Hoelsbrekken Eckhoff |

| #  |     | Poszt | Név                         |
| -- | --- | ----- | --------------------------- |
| 9  | NOR | KP    | Tonje Pedersen              |
| 14 | NOR | KP    | Sara Elisabeth Idris        |
| 16 | NOR | KP    | Nathalie Rønquist Jørgensen |
| 20 | NOR | KP    | Tone Bettina Pirisi         |
| 27 | NOR | KP    | Guro Møller                 |
| 29 | NOR | KP    | Thea Gammelgaard Sørbo      |
| 7  | NOR | CS    | Johanne Fridlund            |
| 10 | NOR | CS    | Synne Christiansen          |
| 15 | NOR | CS    | Jenny Norem                 |
| 19 | NOR | CS    | Eline Hegg                  |
| 21 | NOR | CS    | Rikke Fleischer Nedreaas    |
| 24 | NOR | CS    | Julie Hoff Klæboe           |
| 26 | NOR | CS    | Tanja Isabel Myrseth        |

## A klub híres játékosai
| - Rebecca Angus - Nora Holstad Berge - Kristin Blystad Bjerke - Sheila van den Bulk - Agnete Carlsen - Elisabeth Fagereng - Fanndís Friðriksdóttir - Nora Neset Gjøen - Antonia Göransson - Solveig Gulbrandsen - Ada Hegerberg - Andrine Hegerberg - Isabell Herlovsen - Ane Stangeland Horpestad - Camilla Huse - Silvi Jan - Christine Bøe Jensen - Synne Jensen - Randi Leinan - Christine Colombo Nilsen - Bente Nordby - Trine Rønning - Karina Sævik - Ingrid Schjelderup - Anja Sønstevold - Ingvild Stensland - Heidi Støre - Anne Tønnessen - Runa Vikestad - Lisa-Marie Woods |